# هارون رشيد خان
هارون رشيد خان (بالإنجليزية: Harun Rashid Khan)‏ هو مصرفي هندي، ولد في 1955 في أوديشا في الهند.